# 早慶
早慶（そうけい）とは、1920年に日本で初めて私立大学（私立の旧制大学）として成立した早稲田大学と慶應義塾大学を対比的に扱う造語である。明治期に始まり過熱化した両校間の対校野球戦から当時の新聞などマスメディアにより造語ないし流布された「早慶戦」に端を発し、人口に膾炙したものである。

## 特徴

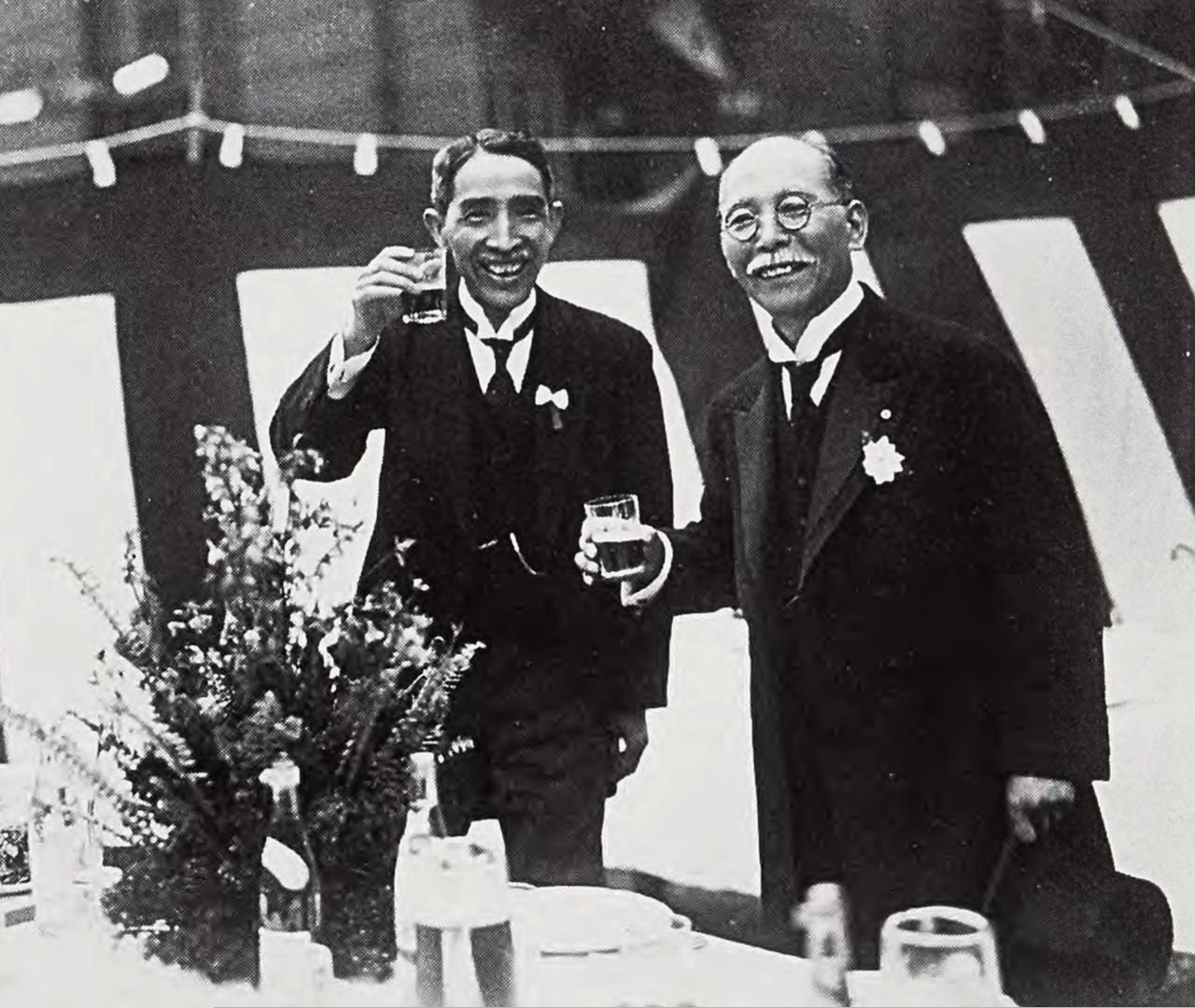
早稲田大学総長田中穂積と慶應義塾長林毅陸（1932年5月9日、慶應義塾創立75周年記念祝典）

両大学ともに、近代日本国家の教育・研究分野の形成をリードしてきた存在であるため、一般的に「私学の雄」と称され、国内私立大学の最高峰に位置付けられることが多い。
早稲田大学は、後に内閣総理大臣にも就任する政治家大隈重信が、政治と経済を融合したイギリス流法学・政治学の教育を実現すべく1882年（明治15年）に創立した東京専門学校を前身としている。
慶應義塾大学は、1858年（安政5年）に中津藩士で蘭学者・啓蒙思想家でもある福澤諭吉が藩命により江戸築地鉄砲洲（現在の東京都中央区明石町）の中津藩中屋敷内に開校した蘭学塾を起源に持つ大学である。また、慶應義塾大学の創立メンバーの多くが、蘭学者・医者として知られる緒方洪庵が1838年（天保9年)に開いた適塾出身者（福澤諭吉は適塾の第10代塾頭）であるため、適塾が源流だと言われている。
このように両校の歴史は非常に長く、明治期より政界・財界・学界・言論界などあらゆる方面に多くの人材を輩出してきた。戦前ではとりわけ、早稲田大学は政界、慶應義塾大学は財界にその影響力を発揮していた。
早稲田大学には、日清戦争以来、清帝国統治下の中国大陸、そして台湾より多くの留学生が政治学を学びに来た歴史がある。中国共産党創設メンバーの陳独秀（初代総書記）や李大釗など後の中華圏の政治に大きな影響を与える人物を輩出してきた。
無論、日本国内においても早稲田大学卒業生は政界に強い影響力をもっており、創立以来、東京大学に次ぐ9人の内閣総理大臣を輩出している。
また、法学部と政治経済学部、それに技官系の理工学部を中心に、官界にも多くのOBを輩出した。これまでに省庁の事務方トップであり、官僚としてのキャリアの頂点である事務次官（戦前からの次官その他含む）を11人輩出している。これは、政府高官の養成機関として設立された東京大学や京都大学に数字上では離されるが、大学が掲げる在野精神とは裏腹に、全大学でトップクラスの人数であり、私大では最多である。その他、芥川賞、直木賞の受賞者がいずれも全大学で1位である他、アジア人初のオリンピック金メダリストである織田幹雄をはじめとし多数の金メダリストを輩出するなど、実学のみならず文化・芸術・スポーツなど幅広い分野で卒業生が活躍している。
一方、慶應義塾大学には華族や資本家の子息をはじめとした特権階級の人間が多く進学し、財界での影響力は明治期からすでに大きなものであった。当時の専門経営者百数十人のうち、東京帝国大学（現・東大）と高等商業学校（現・一橋大）をあわせた3校の出身者がほとんどを占めて待遇面でも優遇されていた。しかし、学生定員数が旧帝国大学などと比べ非常に少なかったため、戦間期には財界などにおけるそのパワーは次第に限定的なものに留まっていった。しかし、戦後においては、高度経済成長期に至る学部の増設、学生定員数の増加もあり、慶應義塾大学出身者の影響力は財界で突出したものになっており、東証一部上場企業社長の出身大学はしばらく慶應義塾大学が最も多い（1位）状況が続いている。そのため、同窓組織の三田会の財界におけるその影響力や人脈等が、たびたびマスメディアで採り上げられる。なお、2024年現在、上場企業に絞った社長の出身大学ランキングでは、慶應義塾大学が1位、早稲田大学が2位であり、両校が存在感を放っている。
|                                        | 財閥系 | 非財閥系 | 合計 |
| -------------------------------------- | ------ | -------- | ---- |
| 東京帝国大学（現在の東京大学）         | 22     | 29       | 51   |
| 慶應義塾大学                           | 13     | 15       | 28   |
| 海外留学                               | 9      | 6        | 15   |
| 高等商業学校（現在の一橋大学）         | 6      | 4        | 10   |
| その他                                 | 2      | 3        | 5    |
| 専門学校                               | 1      | 3        | 4    |
| 東京高等工業学校（現在の東京工業大学） | 0      | 1        | 1    |
| 海軍兵学校                             | 0      | 1        | 1    |
| 小計                                   | 53     | 62       | 115  |

## 規模概要
| 大学         | 資産 （億円） | 大学基金 （億円） | 学生数 （国内留学・通信等除） （人） | 教員数 （非常勤除） （人） | 学部数 | 研究科数 | キャンパス数 | 蔵書数 （万冊） | 同窓会        |
| ------------ | ------------- | ----------------- | ------------------------------------ | -------------------------- | ------ | -------- | ------------ | --------------- | ------------- |
| 早稲田大学   | 3,616         | 274               | 49,589                               | 1,870                      | 13     | 20       | 9            | 553(国内4位)    | 稲門会        |
| 慶應義塾大学 | 4,009         | 481               | 33,530                               | 2,273                      | 10     | 14       | 11           | 489(国内5位)    | 三田会 三四会 |

## 慶早
一部では語順を入れ替えて「慶早（けいそう）」、「慶早戦」などと呼ばれる場合がある。スポーツ競技の早慶戦・慶早戦の範囲を超えて両大学を対比的に扱う用例が確認できる。
慶應義塾関係者が用いる「慶早」、第三者が用いる「慶早」の語順選択に共通するのは、優位とみなす側を前に置くという点である一方で、慶應義塾大学関係者は「慶早戦」と呼ぶが早稲田大学関係者のみならず世間では「早慶戦」の呼び方が一般的である。